# Centro para la Psicología Evolucionista
El Centro para la Psicología Evolucionista (en inglés: Center for Evolutionary Psychology, CEP) es un centro de investigación cofundado y codirigido por John Tooby y Leda Cosmides. El sitio, el cual está afiliado a la Universidad de California en Santa Bárbara, tiene el enfoque de proveer tanto apoyo investigativo como entrenamiento comprensivo en el campo de la psicología evolucionista. Los objetivos del centro son: 1) facilitar el descubrimiento de las adaptaciones que caracterizan a la arquitectura a nivel de especie del cerebro y la mente humana, y 2) explorar cómo los fenómenos socioculturales puede ser explicados con referencia a dichas adaptaciones.
La junta externa del centro está conformada por Irven DeVore, Paul Ekman, Michael Gazzaniga, Steven Pinker y Roger Shepard.